# Tournoi de tennis de Madrid
Le tournoi de Madrid est un tournoi international de tennis masculin du circuit ATP et féminin du circuit WTA.
Disputé sur dur en salle lors de sa création en 2002 puis sur terre battue depuis 2009, il fait partie de la catégorie des Masters 1000.
Organisée conjointement, une édition féminine du circuit WTA est inaugurée en 2009, classée en Premier Mandatory (actuellement WTA 1000).
Le tournoi est dirigé par Feliciano López et présidé par Gerard Tsobanian. 
Les vainqueurs de l'édition de 2024 sont Andrey Rublev chez les hommes, et Iga Świątek chez les femmes.

## Histoire

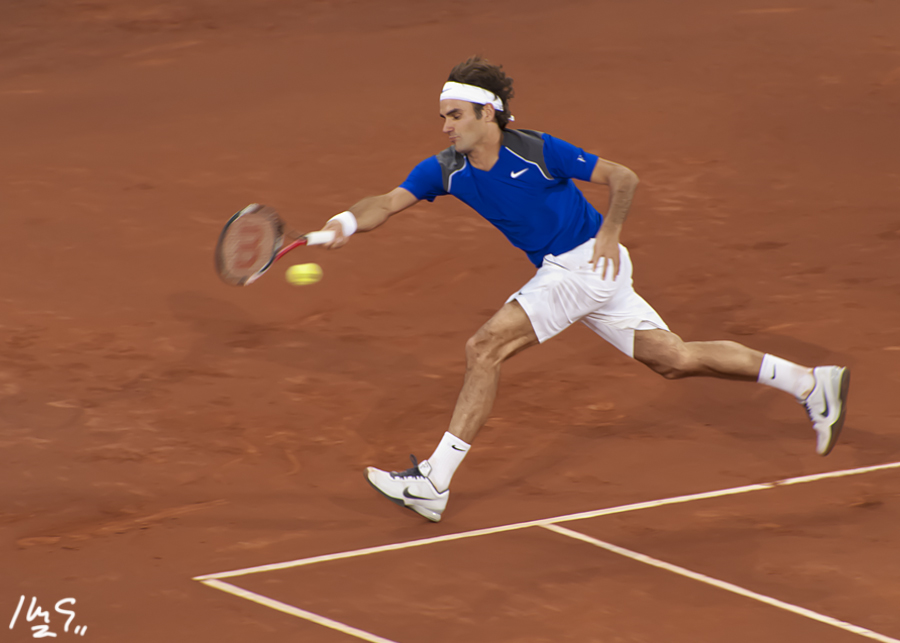
Roger Federer lors de l'édition 2011 du Masters de Madrid.

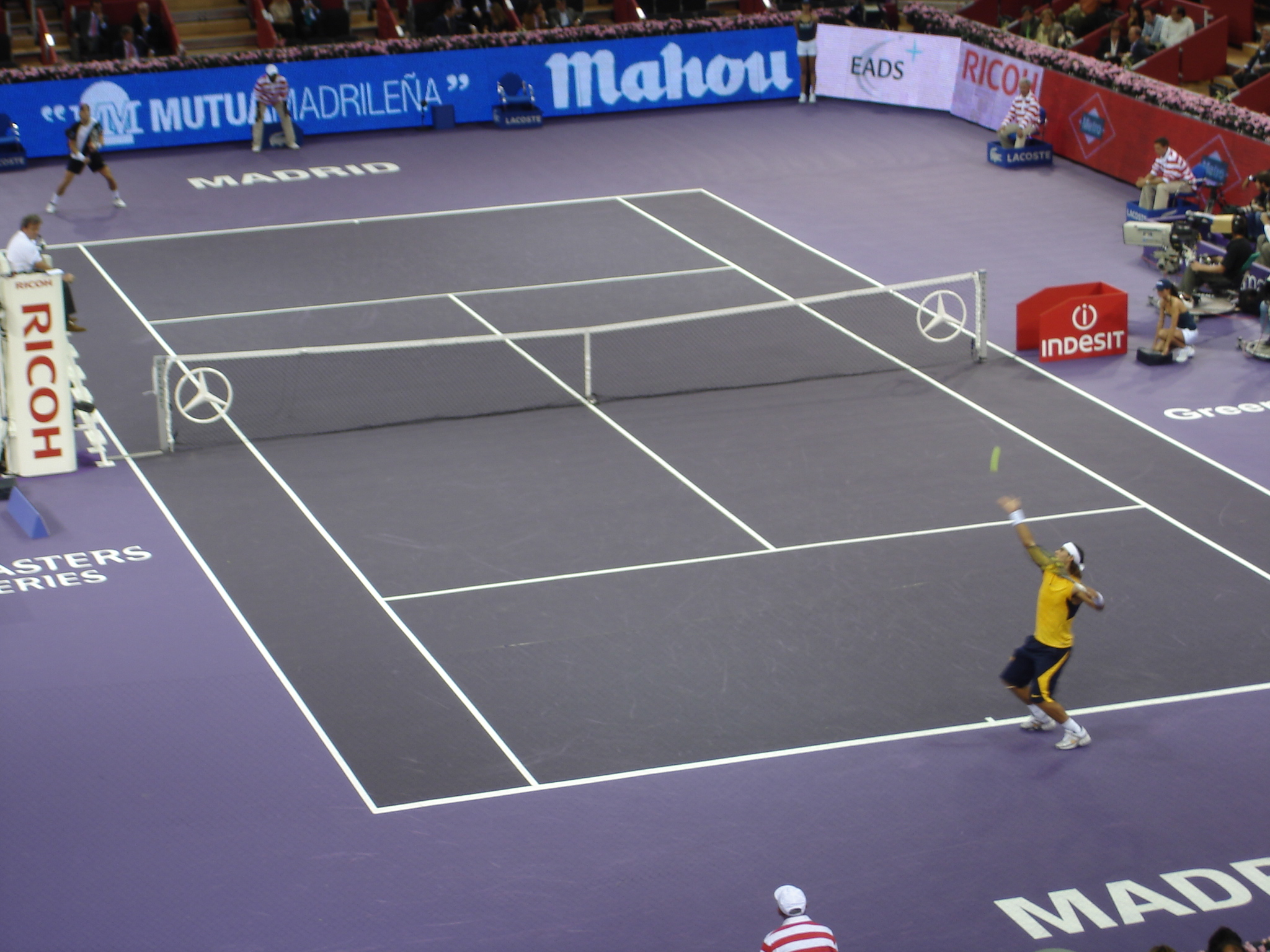
Match entre Rafael Nadal et Tommy Haas en 2006 dans l'ancienne enceinte du Masters de Madrid.

Un premier tournoi masculin s'est tenu sur terre battue dans la capitale espagnole, de 1972 à 1994. En 1973, 1975 et 1976, deux tournois ont été organisés, le premier en avril et le second en octobre. En 1974 a été organisé un tournoi féminin appelé Trophée Melia.
Le Masters de Madrid est créé en 2002 et il remplace le Masters de Stuttgart qui est l'avant-dernier Masters de la saison. Le tournoi madrilène se joue en octobre au sein de la Madrid Arena sur une surface dure et en intérieur. La première édition est marquée par la victoire d'Andre Agassi. Ce tournoi sur dur se déroule jusqu'en 2008. Il est notamment gagné par Rafael Nadal en 2005 qui bat en finale Ivan Ljubičić après avoir remonté un écart de deux manches à zéro. L'année suivante, c'est le numéro un mondial Roger Federer qui s'impose en ne perdant aucun set durant la compétition. C'est aussi en 2006 que la finale se joue pour la dernière fois au meilleur des cinq manches. L'ATP décide de passer à une finale au meilleur des trois manches pour l'ensemble des Masters 1000 (sauf Miami) dès l'année suivante. L'édition 2007 est marquée par la victoire de David Nalbandian qui réussit le tour de force d'éliminer successivement le deuxième mondial (Nadal), le troisième (Djokovic) puis le premier en finale (Federer).
Pour la saison 2009, le Masters de Madrid subit de profondes modifications. En effet, l'ATP décide de rétrograder le Masters de Hambourg en catégorie ATP 500. Ce tournoi qui se jouait sur terre battue en mai est remplacé par le Madrid qui change donc de place dans le calendrier mais aussi de surface. De fait, le tournoi quitte l'enceinte de la Madrid Arena pour se jouer au sein de la Caja Mágica. Dès 2009, le tournoi madrilène devient donc le dernier tournoi majeur de préparation à Roland-Garros. Pour sa première édition sur terre, le tournoi voit la confrontation en finale de Roger Federer et Rafael Nadal qui se disputent alors la domination sur le tennis mondial. Le match voit la victoire du Suisse qui s'impose pour la deuxième fois seulement contre son rival sur terre battue en 11 confrontations. En outre, la demi-finale entre Rafael Nadal et Novak Djokovic est aussi rentrée dans l'histoire comme étant un des plus longs matchs joués au meilleur des trois manches avec tie-break dans toutes les manches. La rencontre a en effet duré 4h03. L'année suivante, Rafael Nadal prend sa revanche contre Federer qu'il bat en finale 6-4, 7-6. Enfin, en 2011, le tournoi voit sa position dans le calendrier intervertie avec celle du Masters de Rome. Ce dernier se jouait auparavant la semaine précédant le Masters de Madrid. Quant au tournoi, il est remporté par Djokovic après avoir battu pour la troisième fois consécutive Nadal en finale d'un Masters 1000.
Lors de l'édition 2012, le tournoi s'est déroulé sur terre battue de couleur bleue, mais à la suite de la forte contestation de plusieurs joueurs, le tournoi se joue de nouveau sur terre battue classique, de couleur ocre, depuis l'édition 2013.
Fin 2017, Feliciano López bien qu'encore en activité sur le circuit, est nommé directeur adjoint de Manolo Santana. Il remplace ce dernier à la tête du tournoi lors de l'édition 2019.
En 2020, le tournoi doit être annulé à cause de l'arrêt des compétitions imposé par la pandémie de Covid-19. Mais les organisateurs mettent sur pied un tournoi de substitution, le Mutua Madrid Open Virtual Pro qui se dispute sur le jeu Tennis World Tour. Après 4 jours de compétition, Andy Murray et Kiki Bertens remportent cette édition.
Propriétaire de longue date, l'homme d'affaires et ancien joueur de tennis roumain Ion Țiriac vend son tournoi à l'agence IMG en 2021.

## Organisation

### Format

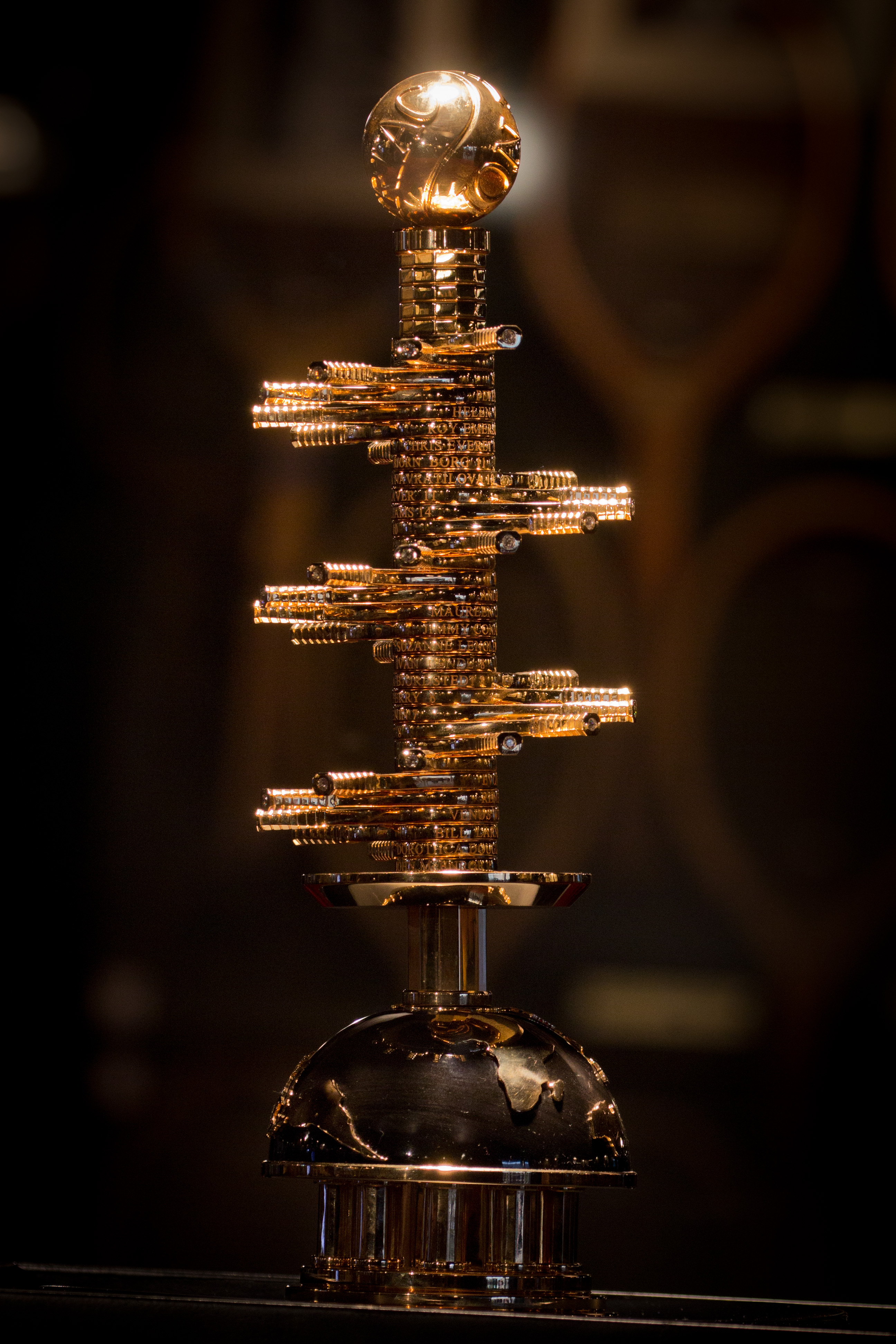
Photo du trophée remis au vainqueur.

Le Masters de Madrid opposait entre 2009 et 2022 56 joueurs lors d’un tournoi à élimination directe comprenant six tours. Parmi les 56 joueurs, il y a 16 têtes de série et les huit premières sont exemptées de premier tour (on parle de bye). En outre, quatre joueurs participent au tournoi après avoir reçu une invitation (ou Wild Card). Enfin, un tournoi de qualification se déroulant juste avant le début du Masters de Madrid permet à sept joueurs d’intégrer le tableau principal.
Les matchs se jouent au meilleur des trois manches avec tie-break dans chacune des manches. Jusqu'en 2006 inclus, la finale se jouait au meilleur des cinq manches.
En ce qui concerne le tournoi de double, il opposait 24 équipes, soit 48 joueurs, lors d'un tournoi à élimination directe en cinq tours entre 2009 et 2018. Depuis 2019, il oppose 32 équipes dans un tableau à élimination directe en cinq tours; Parmi ces équipes, les huit mieux classées sont têtes de série. Deux équipes sont invitées par le tournoi et il n'existe pas de tournois de qualification. Les matchs se jouent au meilleur des trois manches avec tie-break dans chacune des manches. Depuis 2006, la troisième manche est remplacée par un super tie-break.
En 2022, l'ATP annonce le passage du Masters de Madrid sur un format de deux semaines avec un tableau de 96 joueurs en simple et 32 équipes de double, à l'image des tournois d'Indian Wells et de Miami.

### Tournoi de qualification
Lors de son format à 56 joueurs, le tableau des qualifications comprenait 28 joueurs dont 14 têtes de série et quatre wild cards. Sept d'entre eux obtiennent un ticket pour le tableau principal du tournoi à l'issue des deux tours qualificatifs.
Dans le format à 96 joueurs, le tableau comprend désormais 48 joueurs et 12 places qualificatives.

### Ramasseurs de balles
Depuis 2004, le Masters de Madrid possède la spécificité d'utiliser des mannequins comme ramasseurs de balles sur les courts principaux. L'idée vient à l'origine du sponsor Hugo Boss chargé d'habiller les ramasseurs et qui souhaite que ces derniers soient des mannequins. Ceux-ci sont d'ailleurs rémunérés à la différence des autres tournois où les ramasseurs sont bien souvent bénévoles. À partir de 2006, des mannequins masculins sont aussi recrutés. Ainsi, en 2009, trente mannequins (quinze hommes et quinze femmes) officiaient en tant que ramasseurs de balles.

## Surface et courts

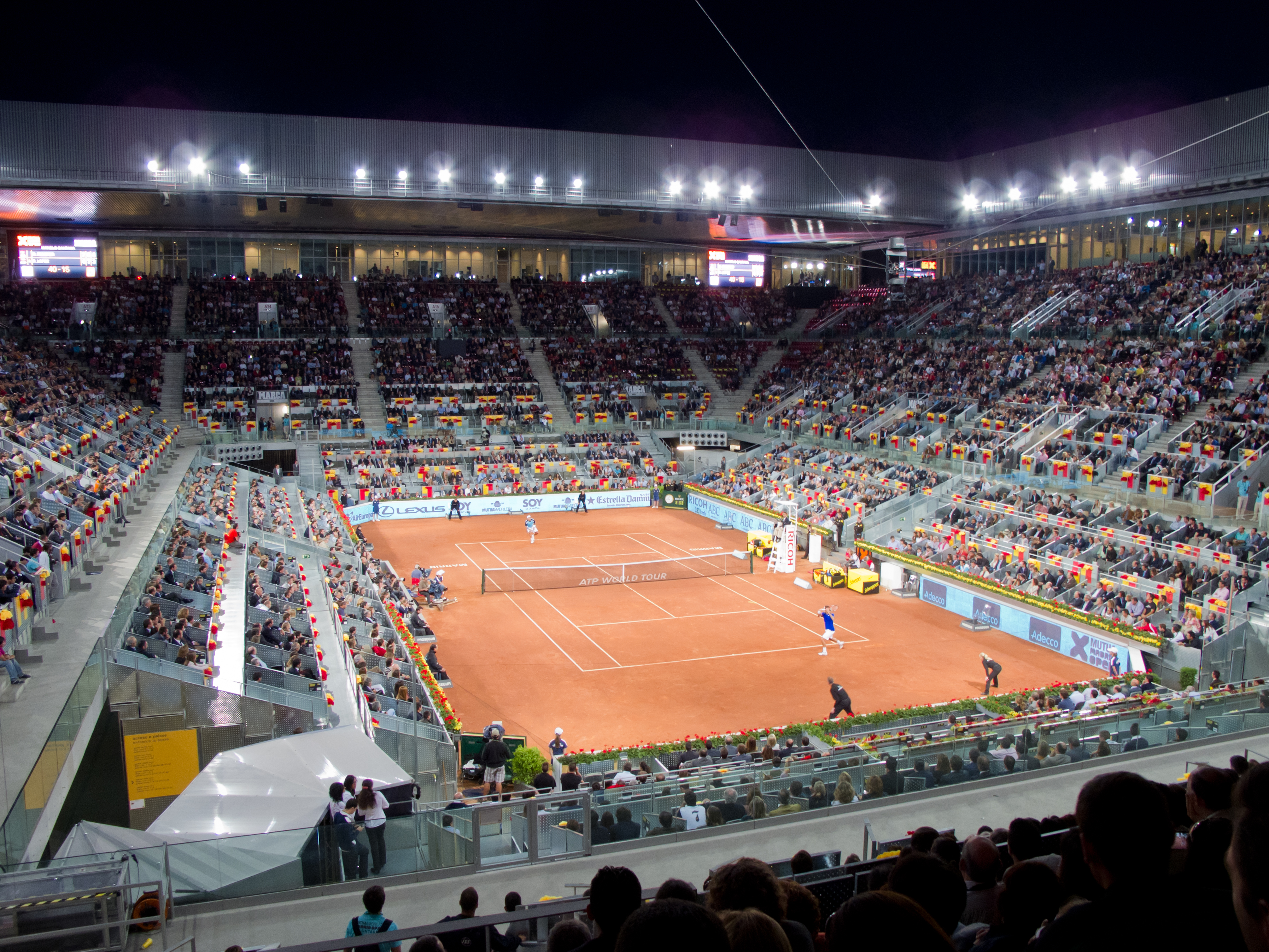
Vue du court central du Masters de Madrid lors du match entre Roger Federer et Feliciano López en 2011.

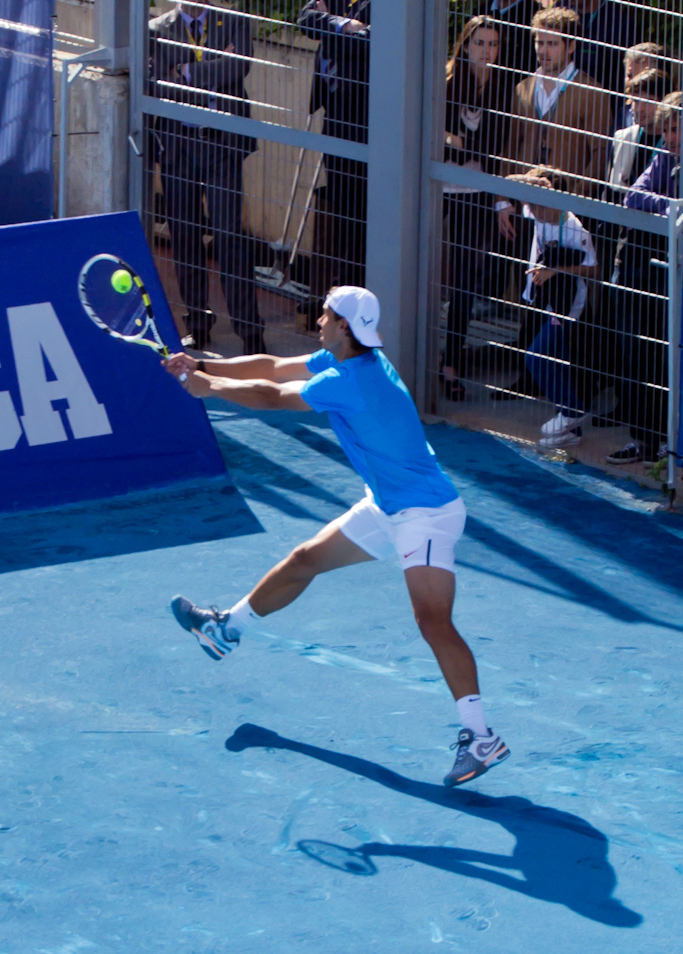
Entraînement de Rafael Nadal sur la terre battue bleue.

Entre 2002 et 2008, le Masters de Madrid se jouait en intérieur sur dur et plus précisément sur Greenset Grand Prix au sein de la Madrid Arena. Cette surface est classée en catégorie 4 par l'ITF sur son échelle de rapidité des surfaces qui compte cinq échelons. Cette catégorie correspond à une surface à la vitesse de jeu intermédiaire-rapide.
Depuis 2009, le Masters de Madrid se joue en extérieur sur terre battue. Cette surface est caractérisée par sa lenteur et un rebond haut qui favorise les défenseurs et les longs échanges de fond du court. À partir de 2012, le Masters de Madrid ne se jouera plus sur une terre battue ocre mais bleue qui est la couleur d'un des sponsors principaux de l'épreuve. Finalement, fin 2011, l'ATP donne son accord pour le changement malgré l'avis contraire de certains joueurs. Nadal a ainsi fustigé l'atteinte à la tradition qui veut que la terre battue européenne soit de couleur ocre. Roger Federer et Novak Djokovic ont plutôt critiqué le fait que la décision a été prise sans le consentement des joueurs. Le Masters de Madrid justifie son choix en affirmant que la nouvelle couleur offrira une meilleure visibilité aux spectateurs. Ce souhait exprimé depuis 2009 n'avait pas abouti mais un court sur terre battue bleue avait été installé pour permettre aux joueurs de tester la surface. De plus, ce changement destiné à distinguer le Masters de Madrid des autres tournois sur terre battue n'influe pas sur les caractéristiques de la surface notamment en termes de rapidité. L'ATP qui a autorisé ce changement pour une durée de un an se réserve la possibilité de demander un retour à une terre battue de couleur ocre en fonction notamment de l'avis des joueurs.
Dès les premiers matchs, la terre battue bleue fait l’objet de vives critiques de la part des joueurs qui la trouvent très glissante. Novak Djokovic indique ainsi que « Quand vous glissez sur la terre battue ocre vous sentez le moment où vous vous arrêtez. Ici, vous continuez à glisser ». Si la direction reconnaît que la surface présente un problème et a tenté de le résoudre durant le tournoi, elle ne compte pas abandonner la terre battue bleue pour les prochaines éditions. Malgré tout, Rafael Nadal et Novak Djokovic ont fait part de leur intention de ne pas jouer le tournoi en 2013 si aucun changement n’est apporté à la surface. Finalement, l'ATP décide de ne pas renouveler l'expérience et le Masters de Madrid se jouera sur une terre battue de couleur ocre dès l'édition 2013.
En raison de l'altitude des courts, à 650 mètres, les conditions de jeu sont plus rapides que sur les autres tournois de terre battue comme Roland-Garros ou Rome car la résistance de l'air y est plus faible.
Depuis 2009, le Masters de Madrid se joue au sein du complexe surnommé Caja Mágica qui abrite trois courts de tennis dont le court central (court Manolo Santana) qui peut contenir jusqu'à 12 500 spectateurs. Le court numéro 2 (court Arantxa Sánchez) a une capacité de 3 500 places et le court numéro 3 de 2 500 places. Ces trois courts sont dotés d'un toit rétractable utilisé en cas de pluie. En plus de ces trois courts, le Masters de Madrid dispose de dix autres courts en terre battue qui n'ont pas la possibilité d'être couverts dont quatre sont utilisés pour la compétition et de cinq courts en synthétique intérieur servant pour l'entraînement.

## Records
| Record                                 | Joueur(s)                          | Nombre | Années victorieuses                                       |
| -------------------------------------- | ---------------------------------- | ------ | --------------------------------------------------------- |
| Plus grand nombre de titres en simple  | Rafael Nadal                       | 5      | 2005, 2010, 2013, 2014, 2017                              |
| Plus grand nombre de titres en double  | Daniel Nestor Bob Bryan Mike Bryan | 5      | 2002, 2004, 2005, 2009, 2014 2006, 2007, 2010, 2011, 2013 |
| Plus grand nombre de finales en simple | Rafael Nadal                       | 8      | 2005, 2009, 2010, 2011, 2013, 2014, 2015, 2017            |
| Plus grand nombre de finales en double | Bob Bryan Mike Bryan               | 8      | 2004, 2006, 2007, 2010, 2011, 2013, 2014, 2018            |

## Palmarès messieurs

### Simple
| No | Date       | Nom et lieu du tournoi                    | Catégorie                                         | Dotation                                          | Surface                                           | Vainqueur                                         | Finaliste                                         | Score                                             |                                                   |
| -- | ---------- | ----------------------------------------- | ------------------------------------------------- | ------------------------------------------------- | ------------------------------------------------- | ------------------------------------------------- | ------------------------------------------------- | ------------------------------------------------- | ------------------------------------------------- |
| 1  | 10-04-1972 | , Madrid                                  |                                                   | 50 000 $                                          | Terre (ext.)                                      | Ilie Năstase                                      | František Pala                                    | 6-0, 6-0, 6-1                                     |                                                   |
| 2  | 23-04-1973 | , Madrid                                  |                                                   | 20 000 $                                          | Terre (ext.)                                      | Ilie Năstase                                      | Adriano Panatta                                   | 6-3, 7-6, 5-7, 6-1                                |                                                   |
| 3  | 15-10-1973 | , Madrid                                  |                                                   | 75 000 $                                          | Terre (ext.)                                      | Tom Okker                                         | Jaime Fillol                                      | 4-6, 6-3, 6-3, 7-5                                |                                                   |
| 4  | 07-10-1974 | , Madrid                                  |                                                   | 75 000 $                                          | Terre (ext.)                                      | Ilie Năstase                                      | Björn Borg                                        | 6-4, 5-7, 6-2, 4-6, 6-4                           |                                                   |
| 5  | 28-04-1975 | , Madrid                                  |                                                   | 25 000 $                                          | Terre (ext.)                                      | Ilie Năstase                                      | Manuel Orantes                                    | 7-6, 6-1, 2-6, 6-3                                |                                                   |
| 6  | 06-10-1975 | , Madrid                                  |                                                   | 75 000 $                                          | Terre (ext.)                                      | Jan Kodeš                                         | Adriano Panatta                                   | 5-7, 2-6, 7-6, 6-2, 6-3                           |                                                   |
| 7  | 26-04-1976 | , Madrid                                  |                                                   | 30 000 $                                          | Terre (ext.)                                      | Víctor Pecci                                      | Éric Deblicker                                    | 7-5, 7-6, 3-6, 2-6, 6-4                           |                                                   |
| 8  | 11-10-1976 | , Madrid                                  |                                                   | 100 000 $                                         | Terre (ext.)                                      | Manuel Orantes                                    | Eddie Dibbs                                       | 7-6, 6-2, 6-1                                     |                                                   |
| 9  | 10-10-1977 | Trofeo Gillette, Madrid                   |                                                   | 100 000 $                                         | Terre (ext.)                                      | Björn Borg                                        | Jaime Fillol                                      | 6-3, 6-0, 6-7, 7-6                                |                                                   |
| 10 | 09-10-1978 | , Madrid                                  |                                                   | 100 000 $                                         | Terre (ext.)                                      | José Higueras                                     | Tomáš Šmíd                                        | 6-7, 6-3, 6-3, 6-4                                |                                                   |
| 11 | 24-09-1979 | , Madrid                                  |                                                   | 75 000 $                                          | Terre (ext.)                                      | Yannick Noah                                      | Manuel Orantes                                    | 6-3, 6-7, 6-3, 6-2                                |                                                   |
| 12 | 29-09-1980 | , Madrid                                  |                                                   | 125 000 $                                         | Terre (ext.)                                      | José Luis Clerc                                   | Guillermo Vilas                                   | 6-3, 1-6, 1-6, 6-4, 6-2                           |                                                   |
| 13 | 28-09-1981 | , Madrid                                  |                                                   | 75 000 $                                          | Terre (ext.)                                      | Ivan Lendl                                        | Pablo Arraya                                      | 6-3, 6-2, 6-2                                     |                                                   |
| 14 | 28-04-1982 | , Madrid                                  |                                                   | 200 000 $                                         | Terre (ext.)                                      | Guillermo Vilas                                   | Ivan Lendl                                        | 6-7, 4-6, 6-0, 6-3, 6-3                           |                                                   |
| 15 | 25-04-1983 | , Madrid                                  |                                                   | 250 000 $                                         | Terre (ext.)                                      | Yannick Noah                                      | Henrik Sundström                                  | 3-6, 6-0, 6-2, 6-4                                |                                                   |
| 16 | 27-02-1984 | Grand Prix Indoor Open, Madrid            |                                                   | 200 000 $                                         | Moquette (int.)                                   | John McEnroe                                      | Tomáš Šmíd                                        | 6-0, 6-4                                          |                                                   |
| 17 | 13-05-1985 | , Madrid                                  |                                                   | 80 000 $                                          | Terre (ext.)                                      | Andreas Maurer                                    | Lawson Duncan                                     | 7-5, 6-2                                          |                                                   |
| 18 | 28-04-1986 | , Madrid                                  |                                                   | 85 000 $                                          | Terre (ext.)                                      | Joakim Nyström                                    | Kent Carlsson                                     | 6-1, 6-1                                          |                                                   |
| 19 | 14-09-1987 | , Madrid                                  |                                                   | 89 400 $                                          | Terre (ext.)                                      | Emilio Sánchez                                    | Javier Sánchez                                    | 6-3, 3-6, 6-2                                     |                                                   |
| 20 | 11-04-1988 | Madrid Tennis Grand Prix, Madrid          |                                                   | 93 400 $                                          | Terre (ext.)                                      | Kent Carlsson                                     | Fernando Luna                                     | 6-2, 6-1                                          |                                                   |
| 21 | 11-09-1989 | , Madrid                                  |                                                   | 175 000 $                                         | Terre (ext.)                                      | Martín Jaite                                      | Jordi Arrese                                      | 6-3, 6-2                                          |                                                   |
| 22 | 30-04-1990 | Torneo Villa de Madrid, Madrid            | World Series                                      | 279 000 $                                         | Terre (ext.)                                      | Andrés Gómez                                      | Marc Rosset                                       | 6-3, 7-6                                          |                                                   |
| 23 | 29-04-1991 | Trofeo Grupo Zeta Villa de Madrid, Madrid | World Series                                      | 450 000 $                                         | Terre (ext.)                                      | Jordi Arrese                                      | Marcelo Filippini                                 | 6-2, 6-4                                          |                                                   |
| 24 | 27-04-1992 | Trofeo Grupo Zeta Villa de Madrid, Madrid | World Series                                      | 700 000 $                                         | Terre (ext.)                                      | Sergi Bruguera                                    | Carlos Costa                                      | 7-66, 6-2, 6-2                                    |                                                   |
| 25 | 26-04-1993 | Trofeo Grupo Zeta Villa de Madrid, Madrid | World Series                                      | 775 000 $                                         | Terre (ext.)                                      | Stefan Edberg                                     | Sergi Bruguera                                    | 6-3, 6-3, 6-2                                     |                                                   |
| 26 | 25-04-1994 | Trofeo Grupo Zeta Villa de Madrid, Madrid | World Series                                      | 775 000 $                                         | Terre (ext.)                                      | Thomas Muster                                     | Sergi Bruguera                                    | 6-2, 3-6, 6-4, 7-5                                |                                                   |
|    | 1995-2001  | Pas de tournoi                            | Pas de tournoi                                    | Pas de tournoi                                    | Pas de tournoi                                    | Pas de tournoi                                    | Pas de tournoi                                    | Pas de tournoi                                    | Pas de tournoi                                    |
| 27 | 14-10-2002 | Tennis Masters Madrid, Madrid             | Masters Series                                    | 2 328 000 $                                       | Dur (int.)                                        | Andre Agassi                                      | Jiří Novák                                        | Forfait                                           | Tableau                                           |
| 28 | 13-10-2003 | Tennis Masters Madrid, Madrid             | Masters Series                                    | 2 200 000 $                                       | Dur (int.)                                        | Juan Carlos Ferrero                               | Nicolás Massú                                     | 6-3, 6-4, 6-3                                     | Tableau                                           |
| 29 | 18-10-2004 | Masters Series Madrid, Madrid             | Masters Series                                    | 2 200 000 $                                       | Dur (int.)                                        | Marat Safin                                       | David Nalbandian                                  | 6-2, 6-4, 6-3                                     | Tableau                                           |
| 30 | 17-10-2005 | Mutua Madrileña Masters Madrid, Madrid    | Masters Series                                    | 2 200 000 $                                       | Dur (int.)                                        | Rafael Nadal                                      | Ivan Ljubičić                                     | 3-6, 2-6, 6-3, 6-4, 7-63                          | Tableau                                           |
| 31 | 14-10-2006 | Mutua Madrileña Masters Madrid, Madrid    | Masters Series                                    | 2 082 500 $                                       | Dur (int.)                                        | Roger Federer                                     | Fernando González                                 | 7-5, 6-1, 6-0                                     | Tableau                                           |
| 32 | 15-10-2007 | Mutua Madrileña Masters Madrid, Madrid    | Masters Series                                    | 2 082 500 $                                       | Dur (int.)                                        | David Nalbandian                                  | Roger Federer                                     | 1-6, 6-3, 6-3                                     | Tableau                                           |
| 33 | 12-10-2008 | Mutua Madrileña Masters Madrid, Madrid    | Masters Series                                    | 2 270 000 $                                       | Dur (int.)                                        | Andy Murray                                       | Gilles Simon                                      | 6-4, 7-66                                         | Tableau                                           |
| 34 | 12-05-2009 | Mutua Madrileña Madrid Open, Madrid       | Masters 1000                                      | 3 700 000 $                                       | Terre (ext.)                                      | Roger Federer                                     | Rafael Nadal                                      | 6-4, 6-4                                          | Tableau                                           |
| 35 | 07-05-2010 | Mutua Madrileña Madrid Open, Madrid       | Masters 1000                                      | 2 835 000 €                                       | Terre (ext.)                                      | Rafael Nadal                                      | Roger Federer                                     | 6-4, 7-65                                         | Tableau                                           |
| 36 | 01-05-2011 | Mutua Madrid Open, Madrid                 | Masters 1000                                      | 2 835 000 €                                       | Terre (ext.)                                      | Novak Djokovic                                    | Rafael Nadal                                      | 7-5, 6-4                                          | Tableau                                           |
| 37 | 06-05-2012 | Mutua Madrid Open, Madrid                 | Masters 1000                                      | 3 090 750 €                                       | Terre (ext.)                                      | Roger Federer                                     | Tomáš Berdych                                     | 3-6, 7-5, 7-5                                     | Tableau                                           |
| 38 | 04-05-2013 | Mutua Madrid Open, Madrid                 | Masters 1000                                      | 3 368 265 €                                       | Terre (ext.)                                      | Rafael Nadal                                      | Stanislas Wawrinka                                | 6-2, 6-4                                          | Tableau                                           |
| 39 | 05-05-2014 | Mutua Madrid Open, Madrid                 | Masters 1000                                      | 3 671 405 €                                       | Terre (ext.)                                      | Rafael Nadal                                      | Kei Nishikori                                     | 2-6, 6-4, 3-0, ab.                                | Tableau                                           |
| 40 | 03-05-2015 | Mutua Madrid Open, Madrid                 | Masters 1000                                      | 4 185 405 €                                       | Terre (ext.)                                      | Andy Murray                                       | Rafael Nadal                                      | 6-3, 6-2                                          | Tableau                                           |
| 41 | 02-05-2016 | Mutua Madrid Open, Madrid                 | Masters 1000                                      | 4 771 360 €                                       | Terre (ext.)                                      | Novak Djokovic                                    | Andy Murray                                       | 6-2, 3-6, 6-3                                     | Tableau                                           |
| 42 | 07-05-2017 | Mutua Madrid Open, Madrid                 | Masters 1000                                      | 5 439 350 €                                       | Terre (ext.)                                      | Rafael Nadal                                      | Dominic Thiem                                     | 7-68, 6-4                                         | Tableau                                           |
| 43 | 06-05-2018 | Mutua Madrid Open, Madrid                 | Masters 1000                                      | 6 200 860 €                                       | Terre (ext.)                                      | Alexander Zverev                                  | Dominic Thiem                                     | 6-4, 6-4                                          | Tableau                                           |
| 44 | 05-05-2019 | Mutua Madrid Open, Madrid                 | Masters 1000                                      | 6 536 160 €                                       | Terre (ext.)                                      | Novak Djokovic                                    | Stéfanos Tsitsipás                                | 6-3, 6-4                                          | Tableau                                           |
| –  | 2020       | Mutua Madrid Open, Madrid                 | Tournoi annulé à cause de la pandémie de Covid-19 | Tournoi annulé à cause de la pandémie de Covid-19 | Tournoi annulé à cause de la pandémie de Covid-19 | Tournoi annulé à cause de la pandémie de Covid-19 | Tournoi annulé à cause de la pandémie de Covid-19 | Tournoi annulé à cause de la pandémie de Covid-19 | Tournoi annulé à cause de la pandémie de Covid-19 |
| 45 | 02-05-2021 | Mutua Madrid Open, Madrid                 | Masters 1000                                      | 2 614 465 €                                       | Terre (ext.)                                      | Alexander Zverev                                  | Matteo Berrettini                                 | 68-7, 6-4, 6-3                                    | Tableau                                           |
| 46 | 01-05-2022 | Mutua Madrid Open, Madrid                 | Masters 1000                                      | 6 744 165 €                                       | Terre (ext.)                                      | Carlos Alcaraz                                    | Alexander Zverev                                  | 6-3, 6-1                                          | Tableau                                           |
| 47 | 26-04-2023 | Mutua Madrid Open, Madrid                 | Masters 1000                                      | 7 705 780 €                                       | Terre (ext.)                                      | Carlos Alcaraz                                    | Jan-Lennard Struff                                | 6-4, 3-6, 6-3                                     | Tableau                                           |
| 48 | 24-04-2024 | Mutua Madrid Open, Madrid                 | Masters 1000                                      | 7 877 020 €                                       | Terre (ext.)                                      | Andrey Rublev                                     | Félix Auger-Aliassime                             | 4-6, 7-5, 7-5                                     | Tableau                                           |
| 49 | 23-04-2025 | Mutua Madrid Open, Madrid                 | Masters 1000                                      | 8 055 385 €                                       | Terre (ext.)                                      | Casper Ruud                                       | Jack Draper                                       | 7-5, 3-6, 6-4                                     | Tableau                                           |

### Double
| No | Date       | Nom et lieu du tournoi                            | Catégorie                                         | Dotation                                          | Surface                                           | Vainqueurs                                        | Finalistes                                        | Score                                             |                                                   |
| -- | ---------- | ------------------------------------------------- | ------------------------------------------------- | ------------------------------------------------- | ------------------------------------------------- | ------------------------------------------------- | ------------------------------------------------- | ------------------------------------------------- | ------------------------------------------------- |
| 1  | 10-04-1972 | , Madrid                                          |                                                   | 50 000 $                                          | Terre (ext.)                                      | Ilie Năstase Stan Smith                           | Andrés Gimeno Manuel Orantes                      | 6-3, 6-4, 6-4                                     |                                                   |
| 2  | 15-10-1973 | , Madrid                                          |                                                   | 75 000 $                                          | Terre (ext.)                                      | Ilie Năstase Tom Okker                            | Robert Carmichael Frew McMillan                   | 6-3, 6-0                                          |                                                   |
| 3  | 07-10-1974 | , Madrid                                          |                                                   | 75 000 $                                          | Terre (ext.)                                      | Patrice Dominguez Antonio Muñoz                   | Brian Gottfried Raúl Ramírez                      | 6-1, 6-3                                          |                                                   |
| 4  | 06-10-1975 | , Madrid                                          |                                                   | 75 000 $                                          | Terre (ext.)                                      | Jan Kodeš Ilie Năstase                            | Juan Gisbert Manuel Orantes                       | 7-6, 4-6, 9-7                                     |                                                   |
| 5  | 26-04-1976 | , Madrid                                          |                                                   | 30 000 $                                          | Terre (ext.)                                      | Carlos Kirmayr José Edison Mandarino              | John Andrews Colin Dibley                         | 7-6, 4-6, 8-6                                     |                                                   |
| 6  | 11-10-1976 | , Madrid                                          |                                                   | 100 000 $                                         | Terre (ext.)                                      | Wojtek Fibak Raúl Ramírez                         | Bob Hewitt Frew McMillan                          | 4-6, 7-5, 6-3                                     |                                                   |
| 7  | 10-10-1977 | , Madrid                                          |                                                   | 100 000 $                                         | Terre (ext.)                                      | Bob Hewitt Frew McMillan                          | Antonio Muñoz Manuel Orantes                      | 6-7, 7-6, 6-3, 6-1                                |                                                   |
| 8  | 09-10-1978 | , Madrid                                          |                                                   | 100 000 $                                         | Terre (ext.)                                      | Wojtek Fibak Jan Kodeš                            | Pavel Složil Tomáš Šmíd                           | 6-7, 6-1, 6-2                                     |                                                   |
| 9  | 24-09-1979 | , Madrid                                          |                                                   | 75 000 $                                          | Terre (ext.)                                      | Carlos Kirmayr Cássio Motta                       | Robin Drysdale John Feaver                        | 7-6, 6-4                                          |                                                   |
| 10 | 29-09-1980 | , Madrid                                          |                                                   | 125 000 $                                         | Terre (ext.)                                      | Hans Gildemeister Andrés Gómez                    | Jan Kodeš Balázs Taróczy                          | 3-6, 6-3, 10-8                                    |                                                   |
| 11 | 28-09-1981 | , Madrid                                          |                                                   | 75 000 $                                          | Terre (ext.)                                      | Hans Gildemeister Andrés Gómez                    | Heinz Günthardt Tomáš Šmíd                        | 6-2, 3-6, 6-3                                     |                                                   |
| 12 | 28-04-1982 | , Madrid                                          |                                                   | 200 000 $                                         | Terre (ext.)                                      | Pavel Složil Tomáš Šmíd                           | Heinz Günthardt Balázs Taróczy                    | 6-1, 3-6, 9-7                                     |                                                   |
| 13 | 25-04-1983 | , Madrid                                          |                                                   | 250 000 $                                         | Terre (ext.)                                      | Heinz Günthardt Pavel Složil                      | Markus Günthardt Zoltán Kuhárszky                 | 6-3, 6-3                                          |                                                   |
| 14 | 27-02-1984 | Grand Prix Indoor Open, Madrid                    |                                                   | 200 000 $                                         | Moquette (int.)                                   | Peter Fleming John McEnroe                        | Fritz Buehning Ferdi Taygan                       | 6-3, 6-3                                          |                                                   |
| 15 | 13-05-1985 | , Madrid                                          |                                                   | 80 000 $                                          | Terre (ext.)                                      | Givaldo Barbosa Ivan Kley                         | Jorge Bardou Alberto Tous                         | 7-6, 6-4                                          |                                                   |
| 16 | 28-04-1986 | , Madrid                                          |                                                   | 85 000 $                                          | Terre (ext.)                                      | Anders Järryd Joakim Nyström                      | Jesus Colas David de Miguel                       | 6-2, 6-2                                          |                                                   |
| 17 | 14-09-1987 | , Madrid                                          |                                                   | 89 400 $                                          | Terre (ext.)                                      | Carlos Di Laura Javier Sánchez                    | Sergio Casal Emilio Sánchez                       | 6-3, 3-6, 6-4                                     |                                                   |
| 18 | 11-04-1988 | Madrid Tennis Grand Prix, Madrid                  |                                                   | 93 400 $                                          | Terre (ext.)                                      | Sergio Casal Emilio Sánchez                       | Jason Stoltenberg Todd Woodbridge                 | 6-7, 7-6, 6-3                                     |                                                   |
| 19 | 11-09-1989 | , Madrid                                          |                                                   | 175 000 $                                         | Terre (ext.)                                      | Carlos Costa Tomás Carbonell                      | Francisco Clavet Tomáš Šmíd                       | 7-5, 6-3                                          |                                                   |
| 20 | 30-04-1990 | Torneo Villa de Madrid, Madrid                    | World Series                                      | 279 000 $                                         | Terre (ext.)                                      | Juan Carlos Báguena Omar Camporese                | Andrés Gómez Javier Sánchez                       | 6-4, 3-6, 6-3                                     |                                                   |
| 21 | 29-04-1991 | Trofeo Grupo Zeta Villa de Madrid, Madrid         | World Series                                      | 450 000 $                                         | Terre (ext.)                                      | Gustavo Luza Cássio Motta                         | Luiz Mattar Jaime Oncins                          | 6-0, 7-5                                          |                                                   |
| 22 | 27-04-1992 | Trofeo Grupo Zeta Villa de Madrid, Madrid         | World Series                                      | 700 000 $                                         | Terre (ext.)                                      | Patrick Galbraith Patrick McEnroe                 | Carlos Costa Francisco Clavet                     | 6-3, 6-2                                          |                                                   |
| 23 | 26-04-1993 | Trofeo Grupo Zeta Villa de Madrid, Madrid         | World Series                                      | 775 000 $                                         | Terre (ext.)                                      | Carlos Costa Tomás Carbonell                      | Luke Jensen Scott Melville                        | 7-6, 6-2                                          |                                                   |
| 24 | 25-04-1994 | Trofeo Grupo Zeta Villa de Madrid, Madrid         | World Series                                      | 775 000 $                                         | Terre (ext.)                                      | Rikard Bergh Menno Oosting                        | Jean-Philippe Fleurian Jakob Hlasek               | 6-3, 6-4                                          |                                                   |
|    | 1995-2001  | Pas de tournoi                                    | Pas de tournoi                                    | Pas de tournoi                                    | Pas de tournoi                                    | Pas de tournoi                                    | Pas de tournoi                                    | Pas de tournoi                                    | Pas de tournoi                                    |
| 25 | 14-10-2002 | Tennis Masters Madrid, Madrid                     | Masters Series                                    | 2 328 000 $                                       | Dur (int.)                                        | Mark Knowles Daniel Nestor                        | Mahesh Bhupathi Max Mirnyi                        | 6-3, 7-5, 6-0                                     | Tableau                                           |
| 26 | 13-10-2003 | Tennis Masters Madrid, Madrid                     | Masters Series                                    | 2 200 000 $                                       | Dur (int.)                                        | Mahesh Bhupathi Max Mirnyi                        | Wayne Black Kevin Ullyett                         | 6-2, 2-6, 6-3                                     | Tableau                                           |
| 27 | 18-10-2004 | Masters Series Madrid, Madrid                     | Masters Series                                    | 2 200 000 $                                       | Dur (int.)                                        | Mark Knowles Daniel Nestor                        | Bob Bryan Mike Bryan                              | 6-3, 6-4                                          | Tableau                                           |
| 28 | 17-10-2005 | Mutua Madrileña Masters Madrid, Madrid            | Masters Series                                    | 2 200 000 $                                       | Dur (int.)                                        | Mark Knowles Daniel Nestor                        | Leander Paes Nenad Zimonjić                       | 3-6, 6-3, 6-2                                     | Tableau                                           |
| 29 | 14-10-2006 | Mutua Madrileña Masters Madrid, Madrid            | Masters Series                                    | 2 082 500 $                                       | Dur (int.)                                        | Bob Bryan Mike Bryan                              | Mark Knowles Daniel Nestor                        | 7-5, 6-4                                          | Tableau                                           |
| 30 | 15-10-2007 | Mutua Madrileña Masters Madrid, Madrid            | Masters Series                                    | 2 082 500 $                                       | Dur (int.)                                        | Bob Bryan Mike Bryan                              | Mariusz Fyrstenberg Marcin Matkowski              | 6-3, 7-64                                         | Tableau                                           |
| 31 | 12-10-2008 | Mutua Madrileña Masters Madrid, Madrid            | Masters Series                                    | 2 270 000 $                                       | Dur (int.)                                        | Mariusz Fyrstenberg Marcin Matkowski              | Mahesh Bhupathi Mark Knowles                      | 6-4, 6-2                                          | Tableau                                           |
| 32 | 12-05-2009 | Mutua Madrileña Madrid Open, Madrid               | Masters 1000                                      | 3 700 000 $                                       | Terre (ext.)                                      | Daniel Nestor Nenad Zimonjić                      | Simon Aspelin Wesley Moodie                       | 6-4, 6-4                                          | Tableau                                           |
| 33 | 07-05-2010 | Mutua Madrileña Madrid Open, Madrid               | Masters 1000                                      | 2 835 000 €                                       | Terre (ext.)                                      | Bob Bryan Mike Bryan                              | Daniel Nestor Nenad Zimonjić                      | 6-3, 6-4                                          | Tableau                                           |
| 34 | 01-05-2011 | Mutua Madrid Open, Madrid                         | Masters 1000                                      | 2 835 000 €                                       | Terre (ext.)                                      | Bob Bryan Mike Bryan                              | Michaël Llodra Nenad Zimonjić                     | 6-3, 6-3                                          | Tableau                                           |
| 35 | 06-05-2012 | Mutua Madrid Open, Madrid                         | Masters 1000                                      | 3 090 750 €                                       | Terre (ext.)                                      | Mariusz Fyrstenberg Marcin Matkowski              | Robert Lindstedt Horia Tecău                      | 6-3, 6-4                                          | Tableau                                           |
| 36 | 04-05-2013 | Mutua Madrid Open, Madrid                         | Masters 1000                                      | 3 368 265 €                                       | Terre (ext.)                                      | Bob Bryan Mike Bryan                              | Alexander Peya Bruno Soares                       | 6-2, 6-3                                          | Tableau                                           |
| 37 | 05-05-2014 | Mutua Madrid Open, Madrid                         | Masters 1000                                      | 3 671 405 €                                       | Terre (ext.)                                      | Daniel Nestor Nenad Zimonjić                      | Bob Bryan Mike Bryan                              | 6-4, 6-2                                          | Tableau                                           |
| 38 | 03-05-2015 | Mutua Madrid Open, Madrid                         | Masters 1000                                      | 4 185 405 €                                       | Terre (ext.)                                      | Rohan Bopanna Florin Mergea                       | Marcin Matkowski Nenad Zimonjić                   | 6-2, 65-7, [11-9]                                 | Tableau                                           |
| 39 | 02-05-2016 | Mutua Madrid Open, Madrid                         | Masters 1000                                      | 4 771 360 €                                       | Terre (ext.)                                      | Jean-Julien Rojer Horia Tecău                     | Rohan Bopanna Florin Mergea                       | 6-4, 7-65                                         | Tableau                                           |
| 40 | 07-05-2017 | Mutua Madrid Open, Madrid                         | Masters 1000                                      | 5 439 350 €                                       | Terre (ext.)                                      | Łukasz Kubot Marcelo Melo                         | Nicolas Mahut Édouard Roger-Vasselin              | 7-5, 6-3                                          | Tableau                                           |
| 41 | 06-05-2018 | Mutua Madrid Open, Madrid                         | Masters 1000                                      | 6 200 860 €                                       | Terre (ext.)                                      | Nikola Mektić Alexander Peya                      | Bob Bryan Mike Bryan                              | 5-3, ab.                                          | Tableau                                           |
| 42 | 05-05-2019 | Mutua Madrid Open, Madrid                         | Masters 1000                                      | 6 536 160 €                                       | Terre (ext.)                                      | Jean-Julien Rojer Horia Tecău                     | Diego Schwartzman Dominic Thiem                   | 6-2, 6-3                                          | Tableau                                           |
| –  | 2020       | Tournoi annulé à cause de la pandémie de Covid-19 | Tournoi annulé à cause de la pandémie de Covid-19 | Tournoi annulé à cause de la pandémie de Covid-19 | Tournoi annulé à cause de la pandémie de Covid-19 | Tournoi annulé à cause de la pandémie de Covid-19 | Tournoi annulé à cause de la pandémie de Covid-19 | Tournoi annulé à cause de la pandémie de Covid-19 | Tournoi annulé à cause de la pandémie de Covid-19 |
| 43 | 02-05-2021 | Mutua Madrid Open, Madrid                         | Masters 1000                                      | 2 614 465 €                                       | Terre (ext.)                                      | Marcel Granollers Horacio Zeballos                | Nikola Mektić Mate Pavić                          | 1-6, 6-3, [10-8]                                  | Tableau                                           |
| 44 | 01-05-2022 | Mutua Madrid Open, Madrid                         | Masters 1000                                      | 6 744 165 €                                       | Terre (ext.)                                      | Wesley Koolhof Neal Skupski                       | Juan Sebastián Cabal Robert Farah                 | 64-7, 6-4, [10-5]                                 | Tableau                                           |
| 45 | 26-04-2023 | Mutua Madrid Open, Madrid                         | Masters 1000                                      | 7 705 780 €                                       | Terre (ext.)                                      | Karen Khachanov Andrey Rublev                     | Rohan Bopanna Matthew Ebden                       | 6-3, 3-6, [10-3]                                  | Tableau                                           |
| 46 | 24-04-2024 | Mutua Madrid Open, Madrid                         | Masters 1000                                      | 7 877 020 €                                       | Terre (ext.)                                      | Sebastian Korda Jordan Thompson                   | Ariel Behar Adam Pavlásek                         | 6-3, 7-67                                         | Tableau                                           |
| 47 | 23-04-2025 | Mutua Madrid Open, Madrid                         | Masters 1000                                      | 8 055 385 €                                       | Terre (ext.)                                      | Marcel Granollers Horacio Zeballos                | Marcelo Arévalo Mate Pavić                        | 6-4, 6-4                                          | Tableau                                           |

## Palmarès dames

### Simple
| No | Date       | Nom et lieu du tournoi                            | Catégorie                                         | Dotation                                          | Surface                                           | Vainqueure                                        | Finaliste                                         | Score                                             |                                                   |
| -- | ---------- | ------------------------------------------------- | ------------------------------------------------- | ------------------------------------------------- | ------------------------------------------------- | ------------------------------------------------- | ------------------------------------------------- | ------------------------------------------------- | ------------------------------------------------- |
| 1  | 07-10-1974 | Melia Trophy, Madrid                              |                                                   | NC                                                | Terre (ext.)                                      | Helga Masthoff                                    | Tine Zwaan                                        | 6-2, 6-4                                          |                                                   |
| 2  | 09-05-2009 | Mutua Madrileña Open, Madrid                      | PREMIER*                                          | 4 500 000 $                                       | Terre (ext.)                                      | Dinara Safina                                     | Caroline Wozniacki                                | 6-2, 6-4                                          | Tableau                                           |
| 3  | 09-05-2010 | Mutua Madrileña Open, Madrid                      | PREMIER*                                          | 4 500 000 $                                       | Terre (ext.)                                      | Aravane Rezaï                                     | Venus Williams                                    | 6-2, 7-5                                          | Tableau                                           |
| 4  | 30-04-2011 | Mutua Madrid Open, Madrid                         | PREMIER*                                          | 4 500 000 $                                       | Terre (ext.)                                      | Petra Kvitová                                     | Victoria Azarenka                                 | 7-63, 6-4                                         | Tableau                                           |
| 5  | 05-05-2012 | Mutua Madrid Open, Madrid                         | PREMIER*                                          | 5 189 603 $                                       | Terre (ext.)                                      | Serena Williams                                   | Victoria Azarenka                                 | 6-1, 6-3                                          | Tableau                                           |
| 6  | 06-05-2013 | Mutua Madrid Open, Madrid                         | PREMIER*                                          | 5 137 962 $                                       | Terre (ext.)                                      | Serena Williams                                   | Maria Sharapova                                   | 6-1, 6-4                                          | Tableau                                           |
| 7  | 05-05-2014 | Mutua Madrid Open, Madrid                         | PREMIER*                                          | 4 236 425 $                                       | Terre (ext.)                                      | Maria Sharapova                                   | Simona Halep                                      | 1-6, 6-2, 6-3                                     | Tableau                                           |
| 8  | 02-05-2015 | Mutua Madrid Open, Madrid                         | PREMIER*                                          | 4 185 405 $                                       | Terre (ext.)                                      | Petra Kvitová                                     | Svetlana Kuznetsova                               | 6-1, 6-2                                          | Tableau                                           |
| 9  | 30-04-2016 | Mutua Madrid Open, Madrid                         | PREMIER*                                          | 4 771 360 $                                       | Terre (ext.)                                      | Simona Halep                                      | Dominika Cibulková                                | 6-2, 6-4                                          | Tableau                                           |
| 10 | 06-05-2017 | Mutua Madrid Open, Madrid                         | PREMIER*                                          | 5 439 350 $                                       | Terre (ext.)                                      | Simona Halep                                      | Kristina Mladenovic                               | 7-5, 65-7, 6-2                                    | Tableau                                           |
| 11 | 05-05-2018 | Mutua Madrid Open, Madrid                         | PREMIER*                                          | 6 045 855 $                                       | Terre (ext.)                                      | Petra Kvitová                                     | Kiki Bertens                                      | 7-66, 4-6, 6-3                                    | Tableau                                           |
| 12 | 04-05-2019 | Mutua Madrid Open, Madrid                         | PREMIER*                                          | 6 536 160 $                                       | Terre (ext.)                                      | Kiki Bertens                                      | Simona Halep                                      | 6-4, 6-4                                          | Tableau                                           |
| –  | 2020       | Tournoi annulé à cause de la pandémie de Covid-19 | Tournoi annulé à cause de la pandémie de Covid-19 | Tournoi annulé à cause de la pandémie de Covid-19 | Tournoi annulé à cause de la pandémie de Covid-19 | Tournoi annulé à cause de la pandémie de Covid-19 | Tournoi annulé à cause de la pandémie de Covid-19 | Tournoi annulé à cause de la pandémie de Covid-19 | Tournoi annulé à cause de la pandémie de Covid-19 |
| 13 | 29-04-2021 | Mutua Madrid Open, Madrid                         | WTA 1000                                          | 2 549 105 $                                       | Terre (ext.)                                      | Aryna Sabalenka                                   | Ashleigh Barty                                    | 6-0, 3-6, 6-4                                     | Tableau                                           |
| 14 | 28-04-2022 | Mutua Madrid Open, Madrid                         | WTA 1000                                          | 6 575 560 $                                       | Terre (ext.)                                      | Ons Jabeur                                        | Jessica Pegula                                    | 7-5, 0-6, 6-2                                     | Tableau                                           |
| 15 | 25-04-2023 | Mutua Madrid Open, Madrid                         | WTA 1000                                          | 7 652 174 $                                       | Terre (ext.)                                      | Aryna Sabalenka                                   | Iga Świątek                                       | 6-3, 3-6, 6-3                                     | Tableau                                           |
| 16 | 23-04-2024 | Mutua Madrid Open, Madrid                         | WTA 1000                                          | 7 679 965 €                                       | Terre (ext.)                                      | Iga Świątek                                       | Aryna Sabalenka                                   | 7-5, 4-5, 7-6                                     | Tableau                                           |
| 17 | 22-04-2025 | Mutua Madrid Open, Madrid                         | WTA 1000                                          | 7 854 000 €                                       | Terre (ext.)                                      | Aryna Sabalenka                                   | Coco Gauff                                        | 6-3, 7-63                                         | Tableau                                           |

### Double
| No | Date       | Nom et lieu du tournoi                            | Catégorie                                         | Dotation                                          | Surface                                           | Vainqueures                                       | Finalistes                                        | Score                                             |                                                   |
| -- | ---------- | ------------------------------------------------- | ------------------------------------------------- | ------------------------------------------------- | ------------------------------------------------- | ------------------------------------------------- | ------------------------------------------------- | ------------------------------------------------- | ------------------------------------------------- |
| 1  | 07-10-1974 | Melia Trophy Madrid                               |                                                   | NC                                                | Terre (ext.)                                      | Lesley Charles Sue Mappin                         | Kora Schediwy Helga Masthoff                      | 6-2, ab.                                          |                                                   |
| 2  | 09-05-2009 | Mutua Madrileña Open Madrid                       | PREMIER*                                          | 4 500 000 $                                       | Terre (ext.)                                      | Cara Black Liezel Huber                           | Květa Peschke Lisa Raymond                        | 4-6, 6-3, [10-6]                                  | Tableau                                           |
| 3  | 09-05-2010 | Mutua Madrileña Open Madrid                       | PREMIER*                                          | 4 500 000 $                                       | Terre (ext.)                                      | Serena Williams Venus Williams                    | Gisela Dulko Flavia Pennetta                      | 6-2, 7-5                                          | Tableau                                           |
| 4  | 30-04-2011 | Mutua Madrid Open Madrid                          | PREMIER*                                          | 4 500 000 $                                       | Terre (ext.)                                      | Victoria Azarenka Maria Kirilenko                 | Květa Peschke Katarina Srebotnik                  | 6-4, 6-3                                          | Tableau                                           |
| 5  | 05-05-2012 | Mutua Madrid Open Madrid                          | PREMIER*                                          | 5 189 603 $                                       | Terre (ext.)                                      | Sara Errani Roberta Vinci                         | Ekaterina Makarova Elena Vesnina                  | 6-1, 3-6, [10-4]                                  | Tableau                                           |
| 6  | 06-05-2013 | Mutua Madrid Open Madrid                          | PREMIER*                                          | 5 137 962 $                                       | Terre (ext.)                                      | A. Pavlyuchenkova Lucie Šafářová                  | Cara Black Marina Eraković                        | 6-2, 6-4                                          | Tableau                                           |
| 7  | 05-05-2014 | Mutua Madrid Open Madrid                          | PREMIER*                                          | 4 236 425 $                                       | Terre (ext.)                                      | Sara Errani Roberta Vinci                         | Garbiñe Muguruza Carla Suárez Navarro             | 6-4, 6-3                                          | Tableau                                           |
| 8  | 02-05-2015 | Mutua Madrid Open Madrid                          | PREMIER*                                          | 4 185 405 $                                       | Terre (ext.)                                      | Casey Dellacqua Yaroslava Shvedova                | Garbiñe Muguruza Carla Suárez Navarro             | 6-3, 6-74, [10-5]                                 | Tableau                                           |
| 9  | 30-04-2016 | Mutua Madrid Open Madrid                          | PREMIER*                                          | 4 771 360 $                                       | Terre (ext.)                                      | Caroline Garcia Kristina Mladenovic               | Martina Hingis Sania Mirza                        | 6-4, 6-4                                          | Tableau                                           |
| 10 | 06-05-2017 | Mutua Madrid Open Madrid                          | PREMIER*                                          | 5 439 350 $                                       | Terre (ext.)                                      | Chan Yung-Jan Martina Hingis                      | Tímea Babos Andrea Hlaváčková                     | 6-4, 6-3                                          | Tableau                                           |
| 11 | 05-05-2018 | Mutua Madrid Open Madrid                          | PREMIER*                                          | 6 045 855 $                                       | Terre (ext.)                                      | Ekaterina Makarova Elena Vesnina                  | Tímea Babos Kristina Mladenovic                   | 2-6, 6-4, [10-8]                                  | Tableau                                           |
| 12 | 04-05-2019 | Mutua Madrid Open Madrid                          | PREMIER*                                          | 6 536 160 $                                       | Terre (ext.)                                      | Hsieh Su-wei Barbora Strýcová                     | Gabriela Dabrowski Xu Yifan                       | 6-3, 6-1                                          | Tableau                                           |
| –  | 2020       | Tournoi annulé à cause de la pandémie de Covid-19 | Tournoi annulé à cause de la pandémie de Covid-19 | Tournoi annulé à cause de la pandémie de Covid-19 | Tournoi annulé à cause de la pandémie de Covid-19 | Tournoi annulé à cause de la pandémie de Covid-19 | Tournoi annulé à cause de la pandémie de Covid-19 | Tournoi annulé à cause de la pandémie de Covid-19 | Tournoi annulé à cause de la pandémie de Covid-19 |
| 13 | 29-04-2021 | Mutua Madrid Open Madrid                          | WTA 1000                                          | 2 549 105 $                                       | Terre (ext.)                                      | Barbora Krejčíková Kateřina Siniaková             | Demi Schuurs Gabriela Dabrowski                   | 6-4, 6-3                                          | Tableau                                           |
| 14 | 28-04-2022 | Mutua Madrid Open Madrid                          | WTA 1000                                          | 6 575 560 $                                       | Terre (ext.)                                      | Gabriela Dabrowski Giuliana Olmos                 | Desirae Krawczyk Demi Schuurs                     | 7-61, 5-7, [10-7]                                 | Tableau                                           |
| 15 | 25-04-2023 | Mutua Madrid Open Madrid                          | WTA 1000                                          | 7 652 174 $                                       | Terre (ext.)                                      | Victoria Azarenka Beatriz Haddad Maia             | Coco Gauff Jessica Pegula                         | 6-1, 6-4                                          | Tableau                                           |
| 16 | 23-04-2024 | Mutua Madrid Open Madrid                          | WTA 1000                                          | 7 679 965 €                                       | Terre (ext.)                                      | Cristina Bucșa Sara Sorribes Tormo                | Barbora Krejčíková Laura Siegemund                | 6-0,6-2                                           | Tableau                                           |
| 17 | 22-04-2025 | Mutua Madrid Open Madrid                          | WTA 1000                                          | 8 963 700 $                                       | Terre (ext.)                                      | Sorana Cîrstea Anna Kalinskaya                    | Veronika Kudermetova Elise Mertens                | 610-7, 6-2, [12-10]                               | Tableau                                           |

## Spécificités et ambitions

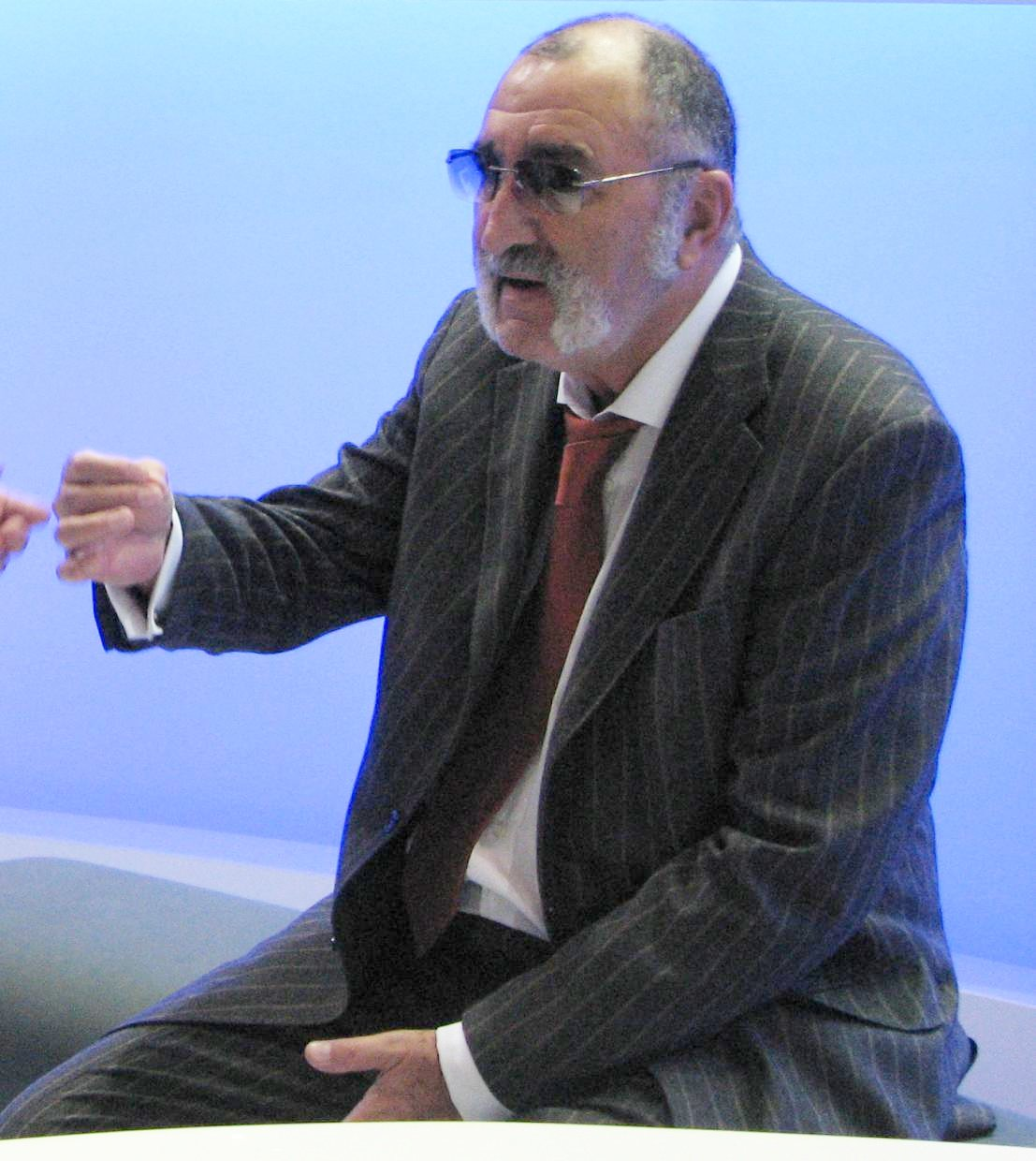
Ion Țiriac, l'ancien directeur du Masters de Madrid est à l'origine de nombreuses innovations et propositions destinées à promouvoir le tournoi madrilène.

Le Masters de Madrid, dirigé par Ion Țiriac jusqu'en 2021, affiche l'ambition de devenir un tournoi majeur et novateur. Il se distingue premièrement par l'adoption du Hawk-Eye, fait inédit pour un tournoi sur terre battue où la trace laissée par la balle permet à l'arbitre de vérifier si la balle est ou non faute. En outre, la présence de mannequins comme ramasseurs de balles ainsi que la terre battue bleue contribuent à différencier le tournoi madrilène des autres Masters. Parmi les autres ambitions affichées par Ion Țiriac figurent sa volonté de remplacer Roland-Garros comme Grand Chelem sur terre battue ou de devenir l'équivalent d'un cinquième Grand Chelem. Le Masters de Madrid mise pour cela sur la présence de courts couverts à la différence de Roland-Garros, ce qui permet de continuer à jouer en cas de pluie. Toutefois, ce projet apparaît peu crédible. En effet, le tournoi parisien bénéficie d'abord d'une tradition historique très forte en sa faveur. En outre, l'avancée des projets de rénovation du tournoi ainsi que la présence d'un court central possédant une capacité plus importante (14 500 places contre 12 500) rendent peu probables un remplacement de Roland-Garros par Madrid,. Dans un autre domaine, Ion Țiriac a aussi affirmé son désir de grossir la taille des balles de 10 à 15 % pour ralentir le jeu, ce qui rendrait celui-ci plus attrayant selon ses dires. Enfin, le directeur du tournoi a souhaité voir son tournoi adopter un format en 12 jours similaire à celui existant à Miami ou Indian Wells. Madrid est aussi le premier tournoi à s'être équipé de panneau publicitaire électronique autour du court comme au football. Enfin, en novembre 2012, il fait part de sa volonté de changer radicalement le format de la compétition pour le rendre similaire à celui de la coupe du monde de football, c'est-à-dire regroupant 32 joueurs répartis en huit poules de quatre joueurs.